# Roberta Kelly
Roberta Kelly (Los Angeles, California, 23 de novembro de 1942), é uma cantora norte-americana. Seu maior hit foi "Trouble-Maker", que permaneceu duas semanas na primeira colocação nos charts dos Estados Unidos. e ''Zodiac''. 
Entre 1975 até 1983, ela também foi backing vocal de Thelma Houston e em álbuns de Donna Summer.

## Discografia

### Álbuns
- This Is Roberta Kelly (1975)
- Trouble-Maker (1976)
- Zodiac Lady (1977)
- Gettin' the Spirit (1978)
- Roots Can Be Anywhere (1980)
- Tell Me (1981)

### Singles
- "Kung Fu Is Back Again" (1974)
- "Love Power" (1975)
- "Trouble-Maker" (1976)
- "Zodiacs" (1977)
- "Gettin' the Spirit" (1978)
- "John Paul II" (1979)
- "Roots Can Be Anywhere" (1980)
- "Patty Cake" (1981)
- "America (The Sound of Colour Realized)" (2008)

## Presença em "Sem Lenço Sem Documento Internacional"
Roberta Kelly teve seu grande sucesso "Zodiac" incluído na trilha sonora internacional da novela "Sem Lenço Sem Documento", exibida pela TV Globo exibida entre 1977/1978, lançada pela Somlivre.